# WWE-pay-per-viewevenementen 1992
De WWE-pay-per-viewevenementen in 1992 bestond uit professioneel worstelevenementen, die door de WWE werden georganiseerd in het kalenderjaar 1992.
In 1992 introduceerde de organisator, toen de World Wrestling Federation (WWF) genaamd, geen nieuwe evenementen.

## WWE-pay-per-viewevenementen in 1992
| Datum            | Evenement         | Locatie             | Stad              |
| ---------------- | ----------------- | ------------------- | ----------------- |
| 19 januari 1992  | Royal Rumble      | Knickerbocker Arena | Albany (New York) |
| 5 april 1992     | WrestleMania VIII | Hoosier Dome        | Indianapolis      |
| 29 augustus 1992 | SummerSlam        | Wembley Stadium     | Londen            |
| 25 november 1992 | Survivor Series   | Richfield Coliseum  | Richfield (Ohio)  |